# Římskokatolická farnost Kovanice
Římskokatolická farnost Kovanice je zaniklým územním společenstvím římských katolíků kutnohorsko-poděbradského vikariátu královéhradecké diecéze.

## O farnosti

### Historie
Plebánie v Kovanicích existovala již ve 14. století. Původní cihlový gotický kostel byl barokně přestavěn v letech 1763–1772. V 19. století byl kostel novorománsky nově zařízen. Ve 20. století přestal být do farnosti ustanovován sídelní duchovní správce. I v důsledku této skutečnosti se stav kostela a farního areálu postupně velmi zhoršil.

### Současnost
Farnost je spravována ex currendo z Poděbrad.
| Kostel             | Místo    | Bohoslužba             | Bohoslužba             | Poznámka     |
| ------------------ | -------- | ---------------------- | ---------------------- | ------------ |
| Kostel sv. Václava | Kovanice | neslouží se pravidelně | neslouží se pravidelně | farní kostel |